# Eclogietfacies
| Metamorfe facies |                      |                      |              |             |             |
| Metamorfe facies |                      |                      |              |             |             |
| 16 kbar          | blauwschist          | blauwschist          | eclogiet     | eclogiet    | eclogiet    |
| 12 kbar          | blauwschist          | blauwschist          | eclogiet     | eclogiet    | eclogiet    |
| 8 kbar           |                      | groenschist          | amfiboliet   | amfiboliet  | granuliet   |
| 6 kbar           | prehniet-pumpellyiet | prehniet-pumpellyiet | amfiboliet   | amfiboliet  | granuliet   |
| 4 kbar           | zeoliet              | alb-epi hfels        | hbl hornfels | px hornfels | sanidiniet  |
|                  | 200 °C               | 400 °C               | 600 °C       | 800 °C      | 1000 °C     |
| druk             | temperatuur          | temperatuur          | temperatuur  | temperatuur | temperatuur |

De eclogiet-facies is de metamorfe facies die optreedt bij de hoogste graad van metamorfose, bij de hoogste drukken en temperaturen. Naast een metamorfe facies, wordt met eclogiet ook een mantelgesteente aangeduid. Zoals bij alle metamorfe facies wordt de eclogiet-facies vastgesteld aan de hand van bepaalde mineralen die gewoonlijk middels onderzoek naar slijpplaatjes worden gedetermineerd.
De eclogiet-facies wordt gekarakteriseerd door de mineraalassemblages in metamorfe basische gesteenten, granodiorieten en pelieten.

## Mineraalassemblages

### Metabasisch gesteente
- omfaciet + granaat ± kyaniet, kwarts, hoornblende, zoisiet

### Metagranodioriet
- kwarts + fengiet + jadeiet/omfaciet + granaat

### Metapelieten
- fengiet + granaat + kyaniet + chloritoid (Mg-rijk) + kwarts
- fengiet + kyaniet + talk + kwarts ± jadeiet